# SanDisk

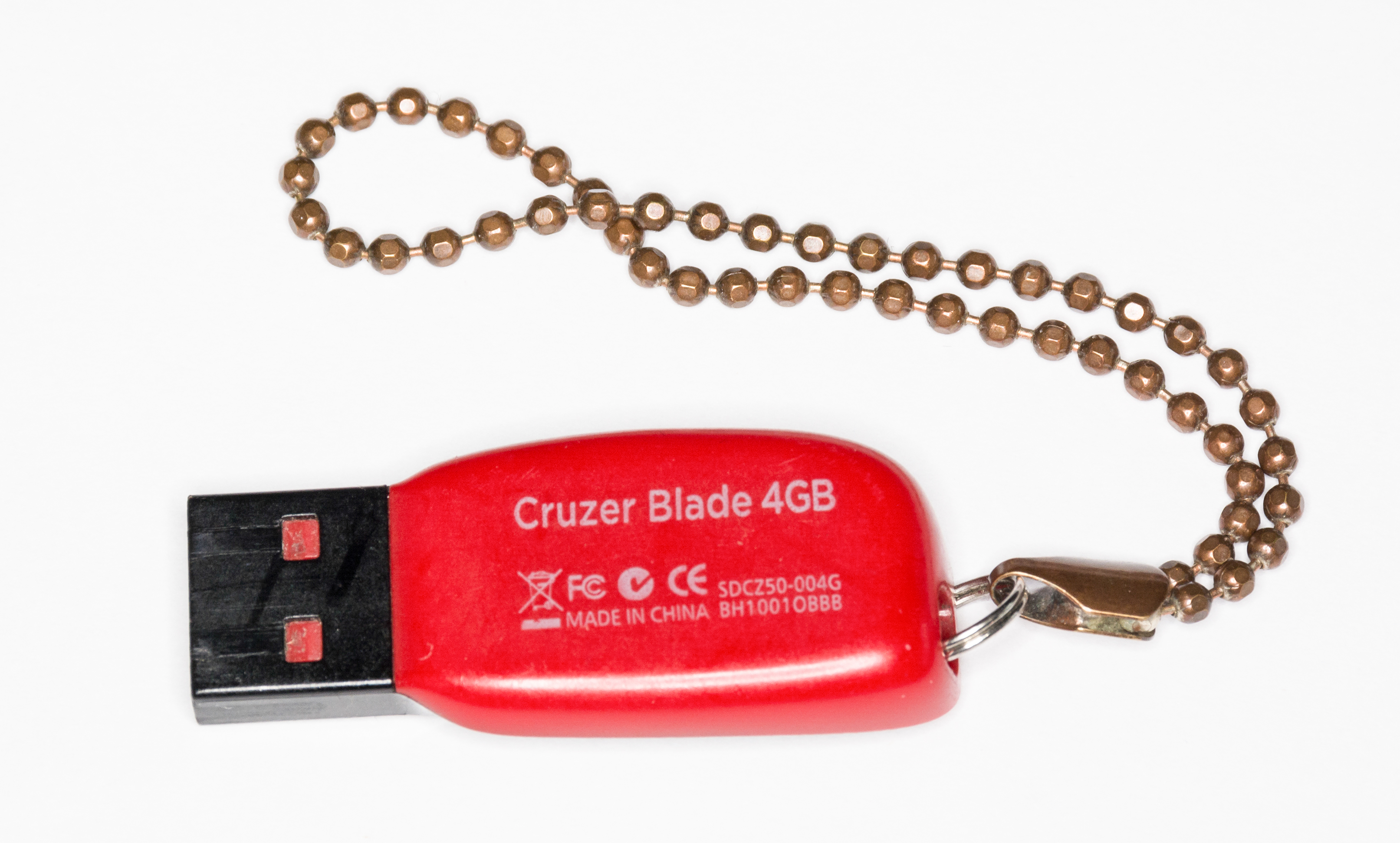
Pendrive SanDisk 4 GB

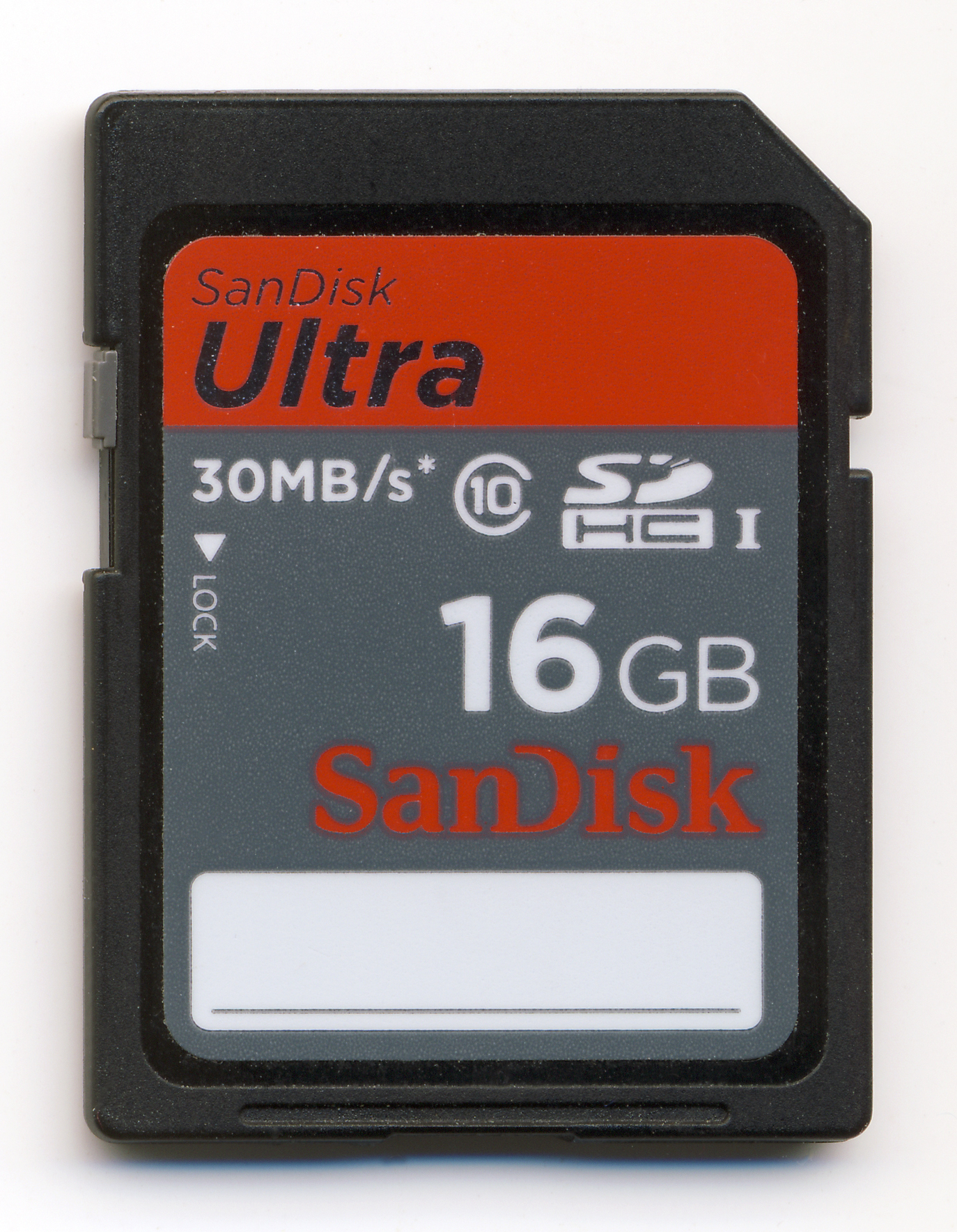
Karta SanDisk SDHC 16 GB

Sandisk Corporation – amerykańska korporacja zajmująca się projektowaniem, produkcją oraz rozwojem rozwiązań pamięci masowej flash oraz oprogramowania. Firma SanDisk rozszerzała możliwości przechowywania danych, tworząc różne produkty, które zmieniły dzisiejszy przemysł elektroniczny. Rozwiązania SanDisk, stanowią trzon w wielu największych światowych centrach przetwarzania danych i osadzone są w zaawansowanych smartfonach, tabletach i komputerach. Produkty konsumenckie firmy SanDisk dostępne są w setkach tysięcy sklepów detalicznych na całym świecie.
Firma założona została w marcu 1988 roku przez dr Eli Harari, który w niewielkim biurze w Palo Alto w Kalifornii rozpoczął pracę nad swoją rewolucyjną koncepcją „Systemem Flash”. W czerwcu 1988 r. dołączyli do niego Jack Yuan i Sanjay Mehrotra, będący ekspertami w dziedzinie technologii pamięci masowych, którzy zyskali status współzałożycieli firmy. Nazwa SanDisk to pomysł młodszej córki Eli Harari, która sugerowała, aby brzmiała ona „wesoło i pogodnie” (cheerful and sunny). Do 1995 nazwa firmy brzmiała SunDisk, później oficjalnie została zmieniona na SanDisk.
W przeciągu 25 lat SanDisk stał się światowym liderem, zatrudniającym ponad 5500 pracowników oraz posiadającym ponad 260 000 punktów sprzedaży w ponad 100 krajach. Główna siedziba firmy mieści się w Milpitas w Kalifornii (USA). Centra sprzedaży, badań i rozwoju oraz administracji rozlokowane są w Stanach Zjednoczonych, Chinach, Francji, Niemczech, Indiach, Irlandii, Izraelu, Japonii, Korei, Rosji, Szkocji, Singapurze, Hiszpanii, Szwecji, na Tajwanie oraz w Zjednoczonych Emiratach Arabskich. Zakłady produkcyjne działają na terenach Chin i Japonii.
W 2014 roku prezydent Barack Obama uhonorował Eliego Harari Narodowym Medalem Technologii i Innowacji (National Medal of Technology and Innovation) za wkład, jaki wniósł w rozwój pamięci masowej.
12 listopada 2014 roku firma SanDisk świętowała otrzymanie 5000 patentu. Portfolio patentowe firmy jest konsekwentnie rozpoznawane jako jedno z najsilniejszych w branży technologicznej. Już 4 rok z rzędu firma wyróżniona jest w prestiżowym rankingu Thomson Reuters „Top 100 Innovators”.
12 maja 2016 roku SanDisk został przejęty za kwotę 19 mld USD przez Western Digital Corporation – jednego z największych na świecie producentów dysków twardych.
Oficjalnym autoryzowanym dystrybutorem produktów SanDisk w Polsce jest firma CSI.

## Główne linie produktowe

### Karty pamięci
- karty SD/SDHC/SDXC
- karty microSDHC/microSDXC
- karty Compact Flash
- karty CSFast PRO
- karty Memory Stick PRO Duo
- czytniki kart

### Pamięci bezprzewodowe
- SanDisk Connect Wireless Flash Drive
- SanDisk Connect Wireless Media Drive

### Dyski SSD
- SATA SSD
- SAS SSD
- PCIe SSA
- SMART Storage SSD

### Oprogramowanie
- FlashSoft
- ZetaScale
- ioTurbine Direct
- ioTurbine Virtual
- ioVDI
- ExpressCache
- Cloud Catcher
- SanDisk Media Manager
- SanDisk Memory Zone
- SanDisk SecureAccess

### Wbudowana pamięć masowa
- dyski iNAND (e.MMC)
- iSSD (SATA µSSD)

### Urządzenia dla przedsiębiorstw
- SanDisk iON Accelerator

### Pozostałe
- dyski USB
- odtwarzacze MP3